# Битленайм
Битлена́йм (фр. Bietlenheim) — коммуна на северо-востоке Франции в регионе Гранд-Эст (бывший Эльзас — Шампань — Арденны — Лотарингия), департамент Нижний Рейн, округ Агно-Висамбур, кантон Брюмат. До марта 2015 коммуна в составе кантона Брюмат административно входила в состав упразднённого округа Страсбур-Кампань.
Площадь коммуны — 2,13 км², население — 267 человек (2006) с тенденцией к стабилизации: 277 человек (2013), плотность населения — 130,1 чел/км².

## Население
Население коммуны в 2011 году составляло 292 человека, в 2012 году — 285 человек, а в 2013-м — 277 человек.
| 1962 | 1968 | 1975 | 1982 | 1990 | 1999 | 2006 | 2008 | 2011 | 2012 | 2013 |
| ---- | ---- | ---- | ---- | ---- | ---- | ---- | ---- | ---- | ---- | ---- |
| 142  | 155  | 182  | 208  | 260  | 279  | 267  | 277  | 292  | 285  | 277  |

Динамика населения:

## Экономика
В 2010 году из 203 человек трудоспособного возраста (от 15 до 64 лет) 144 были экономически активными, 59 — неактивными (показатель активности 70,9 %, в 1999 году — 80,7 %). Из 144 активных трудоспособных жителей работали 137 человек (76 мужчин и 61 женщина), 7 числились безработными (один мужчина и 6 женщин). Среди 59 трудоспособных неактивных граждан 16 были учениками либо студентами, 29 — пенсионерами, а ещё 14 — были неактивны в силу других причин.

## Достопримечательности (фотогалерея)
- Здание мэрии